# Svetovni dan molitve
Svetovni dan molitve je dan posvečen molitvi kristjanov celega sveta.
Svetovni dan molitve je leta 2000 ustanovil južnoafriški poslovnež Graham Power. Vsako leto se je dogodek razširil v vse več in več afriških držav, dokler se leta 2005 ni razširil po celem svetu. To je ekumensko krščansko gibanje in vključuje 10 dni molitve pred binkoštnim dnem, ki je petdeseti dan po veliki noči, ki jo praznuje zahodno krščanstvo. Prične se na dan Jezusovega vnebohoda (po njegovem vstajenju in štiridesetdnevnem prikazovanju) in traja 10 dni do binkošti in še 90 dni po binkoštih.